# Nguyễn Hà Bắc
Nguyễn Hà Bắc (sinh ngày 5 tháng 7 năm 1957) là một đạo diễn điện ảnh, họa sĩ phim hoạt hình người Việt Nam. Ông là người đầu tiên làm phim hoạt hình 3D tại Việt Nam – bộ phim Giấc mơ của ếch xanh, là người đầu tiên làm phim hoạt hình về đề tài biển đảo với bộ phim Truyền thuyết đảo xa. Ngoài ra, ông cũng từng 3 lần đoạt giải họa sĩ xuất sắc tại Liên hoan phim Việt Nam.

## Tiểu sử
Nguyễn Hà Bắc sinh ngày 5 tháng 7 năm 1957 tại Hà Nội, quê quán ở Thừa Thiên Huế, ông được học vẽ từ nhỏ và đã tốt nghiệp sơ cấp, trung cấp và đại học tại trường Đại học Mỹ thuật Hà Nội. Nguyễn Hà Bắc cũng đã từng tu nghiệp và có bằng đạo diễn hoạt hình tại Đại học Bordeaux (Cộng hòa Pháp), sau đó ông về nước và công tác tại Xưởng phim hoạt hình Việt Nam, bắt đầu sự nghiệp điện ảnh của mình từ năm 1976.

## Sự nghiệp

### Đạo diễn
Nguyễn Hà Bắc đã tham gia làm phim với nhiều chức danh khác nhau: họa sĩ diễn xuất, họa sĩ thiết kế tạo hình phim và đạo diễn phim. Ông đã có những thành công trong việc làm phim hoạt hình và là đạo diễn bộ phim 3D đầu tiên của Việt Nam (phim hoạt hình Giấc mơ của ếch xanh). Năm 2011, ông là đạo diễn bộ phim hoạt hình 3D về đại tướng Võ Nguyên Giáp để mừng thọ ông 100 tuổi sau hơn hai năm dàn dựng. Nguyễn Hà Bắc giành được các giải thưởng giá trị qua các Liên hoan phim quốc gia Việt Nam (1 Bông sen vàng,, 4 giải bông sen bạc, 1 giải cánh diều vàng, 3 giải cánh diều bạc, 4 giải cá nhân). Năm 1993, Hà Bắc giành giải Họa sĩ diễn xuất xuất sắc nhất với bộ phim Quả bầu tiên tại Liên hoan phim Việt Nam lần thứ 9. Năm 1996, tại Liên hoan phim Việt Nam lần thứ 11, Hà Bắc tiếp tục nhận giải Họa sĩ xuất sắc cho phim hoạt hình Chú chuột biến hình. Tiếp tục tới năm 2001, tại Liên hoan phim Việt Nam lần thứ 13, ông lại tiếp tục đoạt giải này cho bộ phim Sự tích cái nhà sàn. Phim của ông cũng đã tham gia nhiều các liên hoan phim hoạt hình quốc tế và có được thành công.
Nguyễn Hà Bắc từng làm giám khảo liên hoan phim hoạt hình quốc tế: Annecy (1995), Bruxelles (1996), Mumbai (2000).

### Họa sĩ
Trong lĩnh vực Mỹ thuật, ông có nhiều triển lãm tranh cá nhân trong nước và quốc tế: Dresden 1985, Bordeaux 1995, Bruxelles 1996, Paris 1996, 2010, Hà Nội 2004, 2007, 2009, 2010. Ông cũng tham gia nhiều triển lãm mỹ thuật quốc gia Việt Nam.
Ông là hội viên của Hội Điện ảnh Việt Nam, Hội Mỹ thuật Việt Nam, Hội viện các hội chuyên ngành điện ảnh và mỹ thuật Hà Nội. Hiện ông làm việc tại Công ty Cổ phần Phim Giải phóng.

## Thành tựu
- Nghệ sĩ ưu tú (2001).
- Nghệ sĩ nhân dân (2012).[7]
- Giải thưởng Nhà nước về Văn học nghệ thuật (2017).[8]

## Gia đình
Vợ ông cũng là người làm nghệ thuật, nhà điêu khắc Mai Thu Vân. Con gái của ông, Hà Đăng, là một người mẫu. Con trai ông, Nguyễn Hà Quang hiện đang du học tại Phần Lan.